# Charles-Eugène de Lorraine
Charles Eugène de Lorraine, né à Versailles le 25 octobre 1751 et mort à Vienne en Autriche le 21 novembre 1825, prince de Lambesc et comte de Brionne de 1761 à 1789, duc d'Elbeuf de 1763 à 1789, colonel propriétaire du régiment royal-allemand, grand écuyer de France et maréchal de camp, est un membre de la branche Française de la Maison de Lorraine et, par conséquent, un cousin de la reine Marie-Antoinette. Il est un personnage de la Révolution française.

## Biographie

### Avant la Révolution

Le prince de Lambesc

Appartenant à une catégorie particulière de la très haute noblesse française, le prince de Lambesc est issu tant en ligne paternelle qu'en ligne maternelle de maisons dites « à l'instar de l'étranger », c'est-à-dire de maisons ayant régné sur des pays étrangers. À ce titre, le roi les considère comme des membres de famille souveraine étrangère résidant en France et les fait traiter avec les égards et les privilèges dus à leur rang. À la différence des membres de la noblesse, leurs enfants sont tenus d'épouser des descendants de maisons souveraines ou de très haute noblesse.
Son père Louis-Charles de Lorraine, comte de Brionne (1725-1761) est un membre de la maison de Lorraine, il descend en ligne masculine du duc René II de Lorraine par son fils le fameux duc de Guise, de Henri de Lorraine, comte d'Harcourt et de Charles de Lorraine, duc d'Elbeuf. De ce fait, il est un cousin de l'empereur François Ier du Saint-Empire et de sa fille la future reine Marie-Antoinette. Sa mère Louise-Julie-Constance de Rohan-Rochefort (1734-1815) est issue d'une famille qui revendique de descendre des ducs de Bretagne.
Le prince a deux sœurs et un frère : Joséphine de Lorraine (1753-1797) a épousé en 1768 le prince de Carignan, chef de la branche cadette de la maison de Savoie, apparenté à la maison  royale de France et frère de la  princesse de Lamballe, amie de la Reine. Anne-Charlotte sera abbesse de la prestigieuse abbaye de Remiremont mais mourra en 1786. Le frère cadet, Joseph de Lorraine, comte de Vaudémont, épousera en 1778 Louise de Montmorency-Logny (1763-1832), qui sera une grande amie de Talleyrand. Il suivra son frère en émigration et mourra sans descendance en 1812, avant son aîné.
En 1761, les quatre princes Lorrains perdent leur père. Leur mère, Louise-Julie-Constance de Rohan-Rochefort, femme de caractère et amie intime du duc de Choiseul, premier ministre, conserve les charges lucratives de son mari en faveur de Charles-Eugène, 10 ans, qui peut ainsi succéder à son père non seulement comme comte de Brionne, mais aussi dans la charge de grand écuyer de France, dans celles de gouverneur et lieutenant-général en Anjou, gouverneur d'Angers et du Pont de Cé.
En 1763, le prince succède à son cousin, Emmanuel Maurice de Lorraine, cinquième duc d'Elbeuf, mort sans postérité. Il devient le sixième duc d'Elbeuf, pair de France, et le chef de la branche française de la maison de Lorraine. Le prince, son frère cadet, leur oncle, l'abbé de Jumièges et leur cousin le  prince de Marsan sont les derniers représentants en ligne masculine de la maison de Lorraine-Guise.
Le 29 avril 1767, le prince est fait sous-lieutenant au régiment « Maître de Camp Général Cavalerie ».
Le 26 décembre 1768, il est promu capitaine et pourvu d’une compagnie (2 juin 1770).
Aîné de la branche française de la maison de Lorraine, Charles-Eugène est sollicité pour avoir le droit et l'honneur d'accompagner sa lointaine cousine Marie-Antoinette de Habsbourg-Lorraine, archiduchesse d'Autriche lors de son venue en France à l'occasion de son mariage avec le futur Louis XVI en mai 1770.
Le 24 mars 1772, il est nommé sous-aide major et devient le 3 mars 1773, mestre de camp, commandant et propriétaire du régiment Lorraine Dragons.
Le 1er janvier 1777, il est fait chevalier des ordres du roi, « Il réclame l’usage constant des distinctions accordées en pareille circonstance à la maison de Lorraine »[réf. nécessaire] et reçoit le grade de brigadier des armées du roi en 1781.
Le 24 avril 1784, il demande et obtient la croix de chevalier de Saint-Louis.
Il est nommé maître-de-camp-propriétaire du régiment « Royal-Allemand » le 3 mars 1785, promu maréchal de camp le 9 mars 1788 et commandant d’une brigade de troupe à cheval à Valenciennes en Hainaut le 1er avril de la même année.
On peut lire dans son dossier militaire les observations suivantes : « a eu pendant quelque temps beaucoup de caprices et de dureté, s’est corrigé et est regardé comme un très bon colonel. »

### Le fameux mois de juillet 1789
En 1789, le prince Charles-Eugène est à la tête du régiment royal-allemand, qu’il a acheté au prince de Nassau-Siegen, en 1785.
À la suite des évènements de juin, le roi fait appel à la force armée et donne l’ordre au prince de Lambesc de quitter Valenciennes pour rallier Paris promptement. Le prince reçoit l'ordre le 28 juin.
Le 7 juillet, Le prince et son régiment arrivent dans la capitale. La troupe campe dans les jardins de la Muette ; le prince commence tout d’abord par mener des actions de maintien de l’ordre avec ses troupes[réf. incomplète].
Le 11 juillet, le roi nomme le septuagénaire maréchal-duc de Broglie ministre de la guerre et commandant des troupes.
Le 12 juillet, le prince de Lambesc reçoit l'ordre de disperser la foule assemblée sur la place Louis XV (actuelle place de la Concorde) pour manifester contre le renvoi de Necker.
Sans en avoir reçu la permission du ministre, le baron de Besenval, commandant des troupes d'Île-de-France et de la garnison de Paris, a massé plusieurs escadrons étrangers, suscitant le mécontentement des parisiens. Le peuple provoque les soldats et leur jette des projectiles. Les troupes ne bougent pas pendant longtemps tandis que les Gardes françaises rejoignent les rangs des émeutiers.

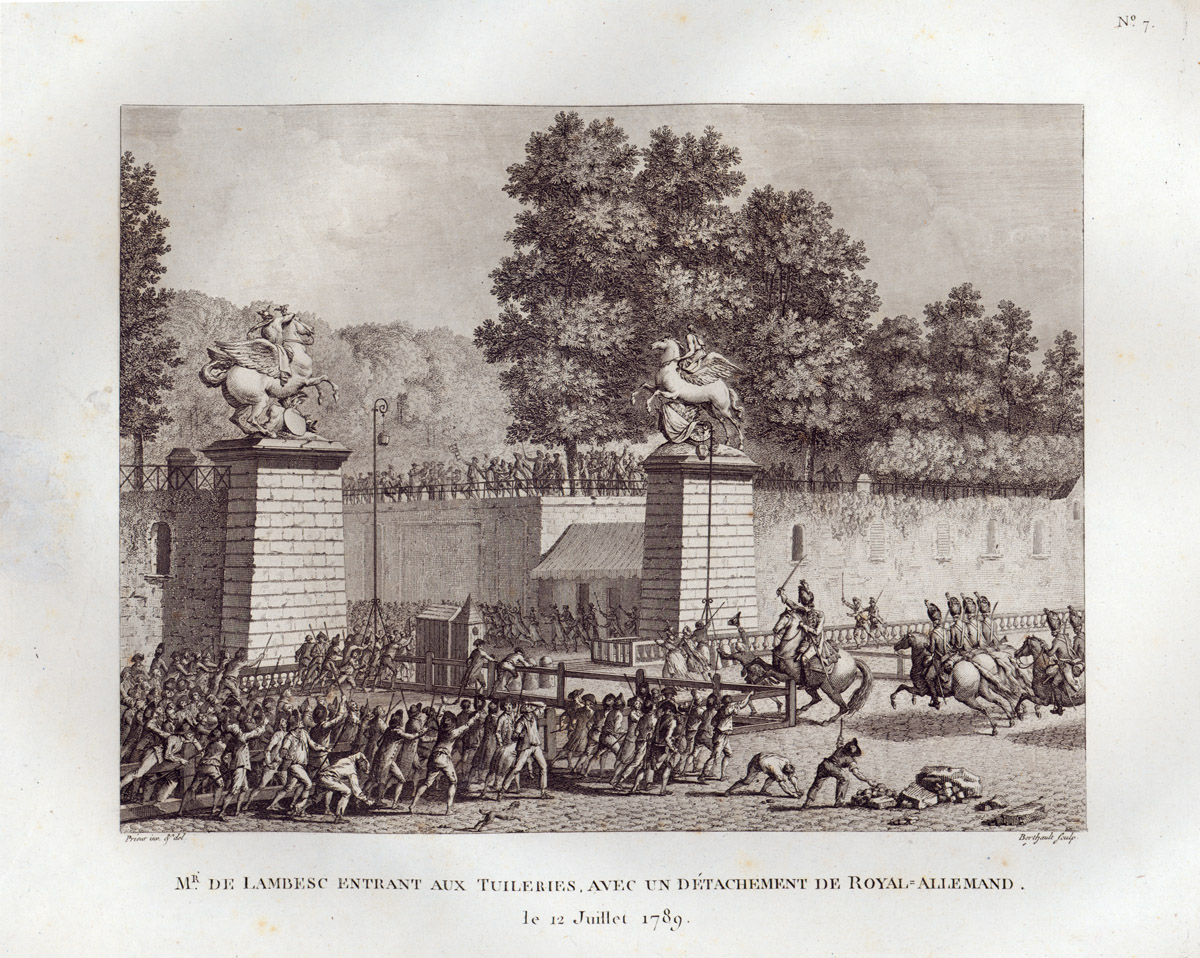
Le Royal-Allemand pénétrant dans les Tuileries d'après Pierre-Gabriel Berthault, (Musée de la Révolution française).

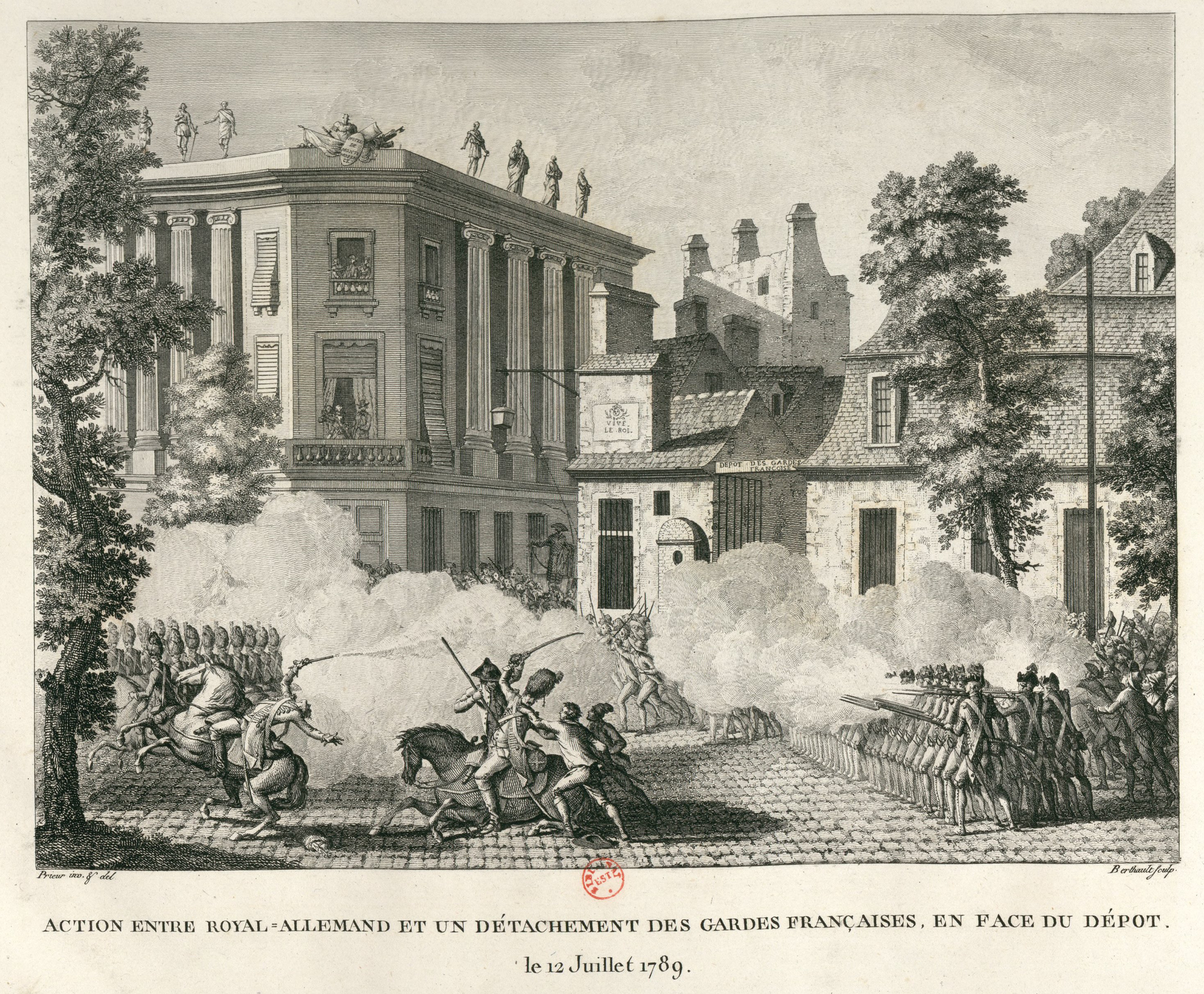
Action entre le Royal-Allemand et les Gardes Françaises le 12 juillet 1789

Membre quelque peu en disgrâce de la coterie de la reine, Besenval craint les reproches de la Cour. Il donne l’ordre au prince de Lambesc de faire mettre sabre au clair et de charger avec son régiment pour dégager le jardin des Tuileries et disperser les manifestants.
Ayant appris l'art de la guerre mais pas celui du maintien de l'ordre, Lambesc, bien qu'il ait 38 ans et plus de 20 ans de service, est bien incapable d’accomplir une mission si délicate. Manquant de sang-froid, il décide de diriger ses dragons vers les Tuileries. De la terrasse, des manifestants leur jettent des bouteilles et des chaises. Des cavaliers tombent à terre, les autres perdent patience et répondent aux agressions par des coups de plat de sabre. Dans la bousculade, le Prince cause la chute, non pas d'un vieillard mais d'un jeune instituteur et se voit assailli lui-même par des séditieux , une jeune femme tenant un enfant par la main tombe mais peut se relever sans mal. Le pont tournant libéré, le prince de Lambesc ramène ses troupes sur la place Louis XV.
De folles rumeurs circulent dans les rues de la ville. Selon l'historien Louis Blanc, « on raconta que les dragons avaient fait feu sur les passants ; on représenta le prince de Lambesc égorgeant un vieillard qui était tombé à genoux et demandait grâce ». Les émeutiers et les gardes françaises, à l’appel d’un agent orléaniste, Gonchon, le « Mirabeau des faubourgs », accourent sur la place Louis XV, pour déloger les soldats « étrangers ».
Vers les sept heures du soir, le prince de Lambesc et son régiment[réf. incomplète], occupent la place sous les huées des manifestants, puis les Gardes françaises tirent sur les dragons du régiment et en blessent trois. À huit heures du soir, Lambesc, reculant devant la terrasse, se retire et ordonne aux troupes de se replier sur les Champs-Élysées et, à partir de là, sur le Champ-de-Mars. Besenval, ulcéré par la passivité de la cour, ordonne la retraite et vide Paris de ses troupes.
Le 14 juillet, la foule investit les Invalides puis prend la Bastille.
Le 16 juillet au soir, le prince de Lambesc reçoit l’ordre de rejoindre Metz. Cinq jours après avoir été nommé ministre, le maréchal-duc de Broglie part en émigration.
Pour avoir fait charger sur les manifestants, le prince est mis en accusation et déféré au tribunal du Châtelet. Au cours de son procès, deux témoins, M. de Carboire et le capitaine de Reinach, attestent que c'est la foule qui a commencé l'attaque : 
« M. le Prince de Lambesc, monté sur un cheval gris, selle grise sans fontes ni pistolet, était à peine entré dans le jardin qu'une douzaine de personnes sautèrent aux crins et à la bride de son cheval, et firent tous leurs efforts pour le démonter ; un petit homme, vêtu de gris, lui tira même de très près un coup de pistolet… Le prince fit tous ses efforts pour se dégager et y parvint en faisant parader son cheval, et en espadonnant avec son sabre, sans néanmoins, dans ce moment, avoir blessé personne. Lui, déposant, vit le prince donner un coup de plat de sabre sur la tête d'un homme qui s'efforçait de fermer le pont tournant et qui, par ce moyen, aurait fermé la retraite à sa troupe. La troupe ne fit que chercher à écarter la foule qui se jetait sur elle, tandis que du haut des terrasses, on l'assaillait à coups de pierres et même d'armes à feu ».
Considérant que le prince n'avait fait que son devoir, les juges l'acquittent.

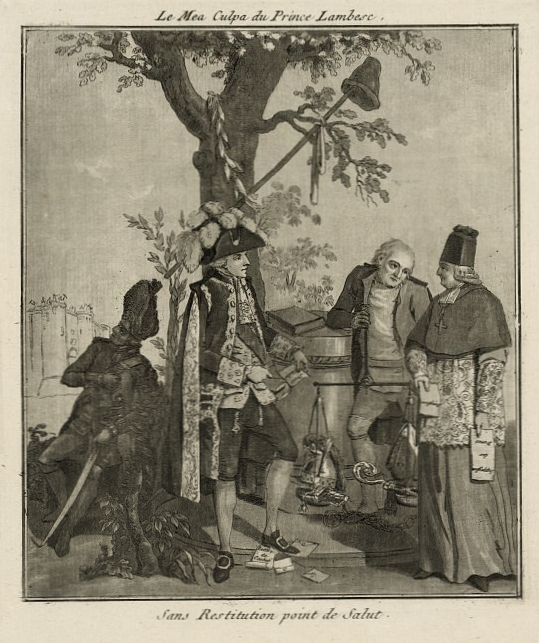
« Le Mea Culpa du Prince Lambesc. Sans Restitution point de Salut. »
Aquatinte anonyme de 1789 montrant le prince de Lambesc, assis à gauche, écoutant trois représentants de la noblesse, du clergé et du tiers état qui discutent de son cas. On aperçoit à l'arrière-plan la prise de la Bastille.

### Un autre prince Eugène
Impopulaire en France, le prince émigre dès 1789. Après avoir traversé l’Allemagne, il se rend en Autriche où il est bien accueilli ; le souverain autrichien, à l'instar de la reine de France, est un cousin.
Le prince de Lambesc va se faire oublier pendant deux années avant de réapparaître au côté du corps autrichien du prince de Waldeck - où se trouve aussi Chateaubriand - dès le 24 août 1792 au siège de Thionville. En 1793, il  est à la tête d’un détachement autrichien aux portes de Valenciennes[réf. incomplète].
Il participe contre la république française, puis contre le régime impérial, à toutes les campagnes de la Révolution et de l'Empire, d'abord dans l'Armée des Princes puis dans l'armée autrichienne.
En 1796, il est nommé Feldmarschallieutnant dans l'armée autrichienne.
Il réside à Vienne où la baronne du Montet le rencontre ; elle dit de lui qu’on le nommait dans cette capitale « Le Prince de Lorraine », qu’il avait la tête haute, l’air très noble et paraissait assez dépourvu d’esprit. Il tenait aussi fort grand honneur de n’être qu’Allemand et affectait d’oublier le français. Cela dit, il était obligeant avec les émigrés.

### Sous la Restauration
Par ordonnance du 4 juin 1814, le roi Louis XVIII le fait pair de France à titre viager sous le titre de duc d'Elbeuf. Par une autre ordonnance du 17 août 1815, il est fait pair de France héréditaire. Le prince de Lambesc accepte la pairie et le titre mais ne siège pas à la chambre des pairs. Il continue à résider à Vienne où il finit sa vie.
Avec lui s'éteint la maison de Guise.

### Écrit
- Précis historique et justificatif de Charles Eugène de Lorraine, prince de Lambesc, Trêves, 1790, 8 pages, lire en ligne

### Mariages
Il n'a eu aucun enfant de ses deux mariages :
1. à Lemberg (Lviv) le 20 mai 1803 avec la comtesse Anne de Cettner qui fut précédemment mariée à son cousin le comte Potocki, et dont le portrait a été peint en 1791 par Elisabeth Vigée Le Brun[13] (1764-1814) ;
2. le 23 janvier 1816 avec Marie Victoire Folliot de Crenneville, issue d'une famille française de noblesse normande (1766-1845), fille de François Médéric Folliot, seigneur de Crenneville, et de Anne Pierrette Charlotte de Poutet. elle était veuve de François Charles de Poutet, puis de François Charles, comte de Colloredo[14]. Ils se séparent en 1817.